# Serrat de Castenàs
El Serrat de Castenàs és una serra situada al municipi de Farrera a la comarca del Pallars Sobirà, amb una elevació màxima de 2.184 metres.